# MAX OUT
『MAX OUT』（マックス・アウト）は、Microの2枚目のアルバム。

## 解説
前作から約11ヶ月ぶりのアルバムで、Def Tech解散後初のアルバム。

## 収録曲
1. Live@New York
2. 4 Seasons
タイガー魔法瓶「SAHARA」CMソング
3. 踊れ (Album Version)
日本テレビ系ドラマ「おせん」主題歌
4. Rebelation
5. Micro World
6. Yukiyanagi 雪柳 ~We’re watching you~ (Album Version)
KIDS SAVERテーマソング
7. Jody
8. Sea Seed
9. One Life
10. Kibuntenkan ~いつも心に太陽を~
11. One Last Time
12. 懐かしきあの未来